# Wizz Air Malta
Wizz Air Malta ist eine maltesische Tochtergesellschaft der ungarischen Billigfluggesellschaft Wizz Air. Die Fluggesellschaft hat ihren Erstflug am 27. September 2022 von Rom-Fiumicino nach Malta durchgeführt.
Der Luftverkehrsbetreiberzeugnis wurde von der Europäische Agentur für Flugsicherheit (EASA) und die Betriebslizenz von der Malta Civil Aviation Directorate ausgestellt.
Im August 2022 wurde angekündigt, dass der ehemalige Ryanair Executive Diarmuid Ó Conghaile ab dem 1. November des Jahres 2022 der Geschäftsführer der neuen Airline werden soll.

## Flotte
Das erste Flugzeug in der Flotte der Fluggesellschaft war ein Airbus A321neo mit dem Luftfahrzeugkennzeichen 9H-WAM. Das Flugzeug wurde im Mai 2021 an Wizz Air Hungary geliefert und hat das Kennzeichen HA-LVS getragen. Wizz Air hat Pläne, bis zu 78 Flugzeuge in der Flotte von Wizz Air Malta zu betreiben, die entweder aus neuen Auslieferungen oder aus Umflottung von Wizz Air Hungary Flugzeuge sein sollen.

### Übersicht
Mit Stand Mai 2025 besteht die Flotte der Wizz Air Malta aus 102 Flugzeugen mit einem Durchschnittsalter von 3,1 Jahren:
| Flugzeugtyp     | Anzahl | Bestellt | Anmerkungen                               | Sitzplätze | Durchschnittsalter |
| --------------- | ------ | -------- | ----------------------------------------- | ---------- | ------------------ |
| Airbus A320-200 | 014    |          | mit Sharklets ausgestattet; einer inaktiv | 180 186    | 8,5 Jahre          |
| Airbus A320neo  | 06     |          | einer inaktiv                             | 186        | 4,9 Jahre          |
| Airbus A321neo  | 82     | 3        | 16 inaktiv                                | 239        | 2,1 Jahre          |
| Gesamt          | 102    | 3        |                                           |            | 3,1 Jahre          |

### Aktuelle Sonderbemalungen
| Flugzeugtyp    | Luftfahrzeugkennzeichen | Bemalung           | Zeitraum       | Bild |
| -------------- | ----------------------- | ------------------ | -------------- | ---- |
| Airbus A321neo | 9H-WNM                  | „Fly the Greenest“ | seit Juli 2024 |      |